# Nachal Anava (Negev)
Nachal Anava (hebrejsky נחל ענבה) je vádí v jižním Izraeli, na severovýchodním okraji Negevské pouště, respektive v Judské poušti.
Začíná v nadmořské výšce přes 300 metrů západně od hory Har Ben Ja'ir v neosídlené pouštní krajině, kterou ale jižně odtud prochází lokální silnice číslo 3199 z města Arad k pevnosti Masada. Vádí pak směřuje k severovýchodu, přičemž se prudce zařezává do okolního terénu. Po levé straně se ze dna údolí zvedá hora Har Anuv. Koryto nakonec klesá strmě o zhruba 400 výškových metrů a ústí zleva do vádí Nachal Ce'elim, které jeho vody odvádí do Mrtvého moře. Nedaleko soutoku se zde nacházejí prameny Ejn Anava (עין ענבה), které obklopuje enkláva vegetace. Vádí je turisticky využívané.